# Fisichella Motor Sport
La Fisichella Motor Sport, conosciuta anche come FMS International è stata una squadra di corse sportive automobilistiche di proprietà del pilota di Formula Uno italiano Giancarlo Fisichella e del suo manager Enrico Zanarini , in società con la squadra sportiva Coloni.

## Storia
Fondata nel 2005, ha partecipato dal 2006 al campionato di GP2 (vincendo qualche gara) e alla Formula 3000. Nel 2008 ha preso parte anche alla Superleague Formula, ovviamente sostenendo la Roma, squadra del cuore del pilota. Durante la stagione 2009 della GP2 il team chiude e viene venduto alla Coloni.

## Piloti principali
- Luca Filippi (2006)
- Giorgio Pantano (sostituto di Luca Filippi a metà stagione 2006)
- Jason Tahinci (2006-07)
- Antônio Pizzonia (2007)
- Adam Carroll (sostituto di Antônio Pizzonia a metà stagione 2007)
- Roldan Rodriguez (sostituto di Andy Soucek durante la stagione 2008)